# Zrinka Grancarić

Zrinka Grancarić (Zadar, 1976.) hrvatska je urednica i novinarka HRT-a.
Upisala je studij engleskog i njemačkog jezika u Zadru. Radila je na Hrvatskom radiju – radio Zadar od 1994. do 2013. godine. Nekoliko godina kao novinarka pratila je sport, a zatim je prešla u informativni program, gdje je pratila politiku i gospodarstvo. Posebno je zanima jedrenje, koje je prvi put prenosila za HTV na Olimpijskim igrama u Pekingu 2008. godine, a kasnije je nastavila izvještavati s regata u jedrenju. Prešla je na HTV u Zagreb u Sportsku redakciju u jesen 2013. na poziv Brune Kovačevića. Dvije godine kasnije radi u Informativnoj redakciji HTV-a. Među ostalim vodila je "Otvoreno" i "Temu dana" te izborne emisije. 
Osvojila je "Večernjakovu ružu" kao novo lice godine 2016. godine, a slijedeće godine kao TV osoba godine. Bila je više puta nominirana za najbolju TV novinarku u godišnjoj medijskoj nagradi "Zlatni studio".
Dobila je novinarsku nagradu "Plavo pero" 2024. godine za "za promicanje poticanja, jačanja i očuvanja svjesnosti o vrijednostima mora".
Dana 26. srpnja 2024. bila je prva žena u Hrvatskoj koja je vodila prijenos otvaranja Olimpijskih igara. Do sada je izvještavala s četiri Olimpijskih igara od Pekinga 2008. do Tokija 2021. godine. Posebno se istaknula prenošenjem olimpijskih natjecanja u jedrenju.